# 穆納河 (注入卡諾澤羅湖)

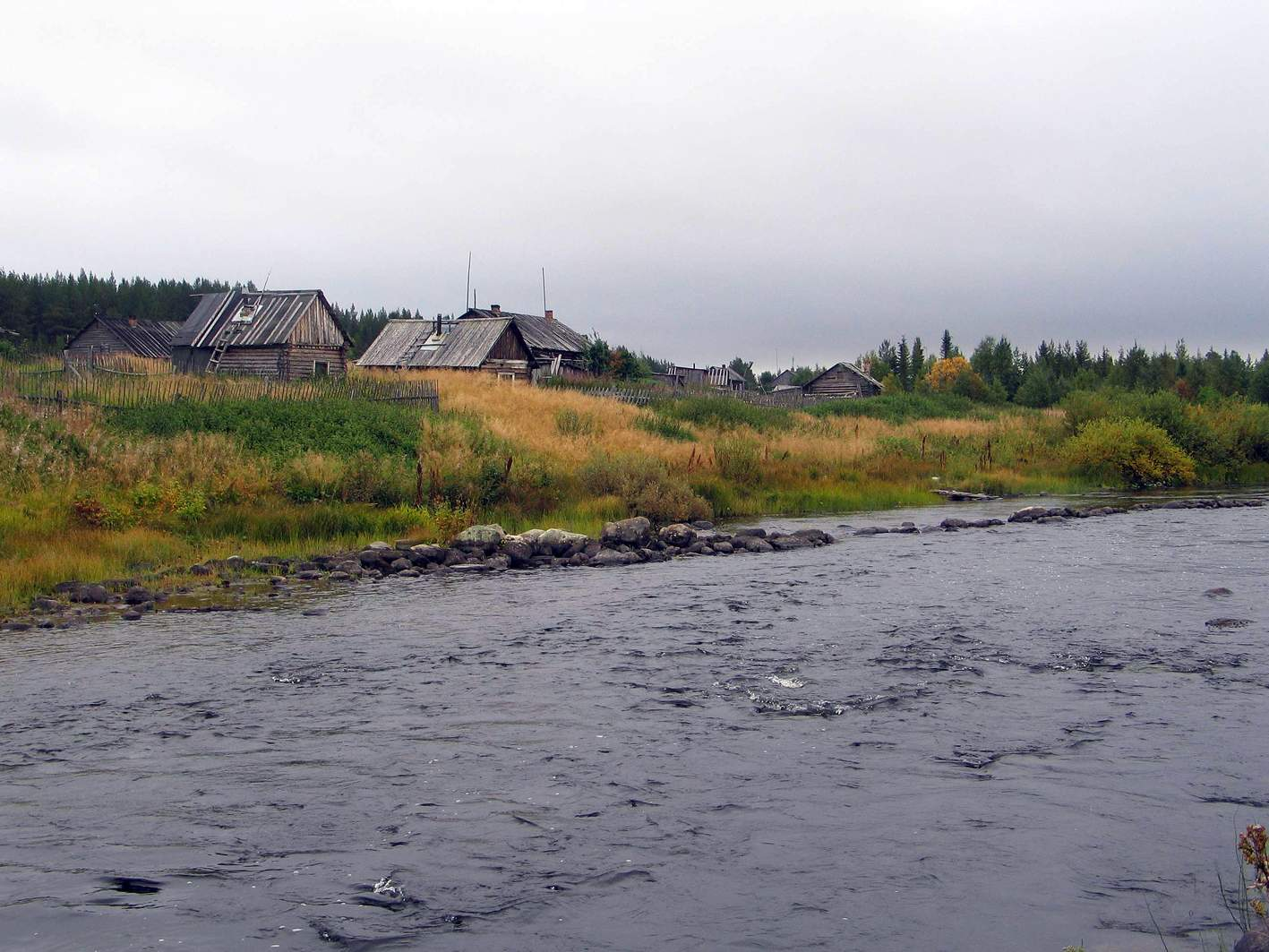
穆納河

穆納河是俄羅斯的河流，位於摩爾曼斯克州內科拉半島西南部，屬於溫巴河的支流，從卡諾澤羅湖以東30公里的發源地向西流經森林和沼澤，最終從東面注入卡諾澤羅湖。